# Udo Wille
Udo Wille (* 30. Mai 1939 in Brake (Unterweser)) ist ein deutscher Politiker. Er war Mitglied der Bremischen Bürgerschaft (SPD).   

## Biografie
Wille  war als Geschäftsführer in Bremen tätig. 
Er war seit 1974 Mitglied in der SPD im Ortsverein Bremen Schwachhausen-West und in verschiedenen Funktionen aktiv. Er war für die SPD von 1979 bis 1987 in der 10. und 11. Wahlperiode acht Jahre lang Mitglied der Bremischen Bürgerschaft und in der Bürgerschaft in verschiedenen Deputationen tätig. 